# Royal Bengal Airline
Royal Bengal Airline (RBA) es el nombre comercial de R B Airline UK Ltd y Aviana Airways Ltd (Bangladés), una compañía propiedad de R B Airline UK Ltd. Royal Bengal Airline tiene una licencia de operación provisional de pasajeros  domésticos, regionales e internacionales y carga otorgada por la Dirección de Aviación Civil de Bangladés.

## Historia
Royal Bengal Airline fue fundada por los miembros británicos de la comunidad Bangladeshi en junio de 2006 y oficialmente presentada al público en noviembre de 2006. Es la primera aerolínea que es dirigida y gestionada por británicos nacidos en Bangladés de la región de Sylhet de Bangladés y que operará rutas de larga distancia entre el Reino Unido y Bangladés con paradas en Oriente Medio.
La aerolínea fue fundada con la base de proporcionar vuelos directos al Aeropuerto Internacional Osmani en Sylhet desde el Reino Unido para solventar el malestar de los pasajeros respecto al servicio de Biman Bangladesh Airlines. El eslogan de sus inicios, "La jornada comienza aquí", fue un testamento de esto. Sin embargo, la Dirección de Aviación Civil de Bangladés se ha negado a otorgar a Royal Bengal Airline (o cualquier otra aerolínea) el acceso a esta ruta tan lucrativa.
En junio de 2007, la aerolínea había invertido 5,5 millones de libras en desarrollo del negocio local y sus accionistas adquirieron dos aviones Dash 8-100. Se esperaba que los vuelos de cabotaje comenzasen en verano de 2007 esperando que los vuelos con el Reino Unido pudiesen comenzar a finales de 2007 desde los aeropuertos de Londres-Stansted, Mánchester y Birmingham. La aerolínea comenzó oficialmente sus vuelos comerciales el 31 de enero de 2008. Sin embargo, los vuelos internacionales aún no han comenzado.

## Destinos
- Bangladés
  - Chittagong (Aeropuerto Internacional Shah Amanat)
  - Cox's Bazar (Aeropuerto de Cox's Bazar)
  - Daca (Aeropuerto Internacional Zia)
  - Sylhet (Aeropuerto Internacional Osmani)

## Flota

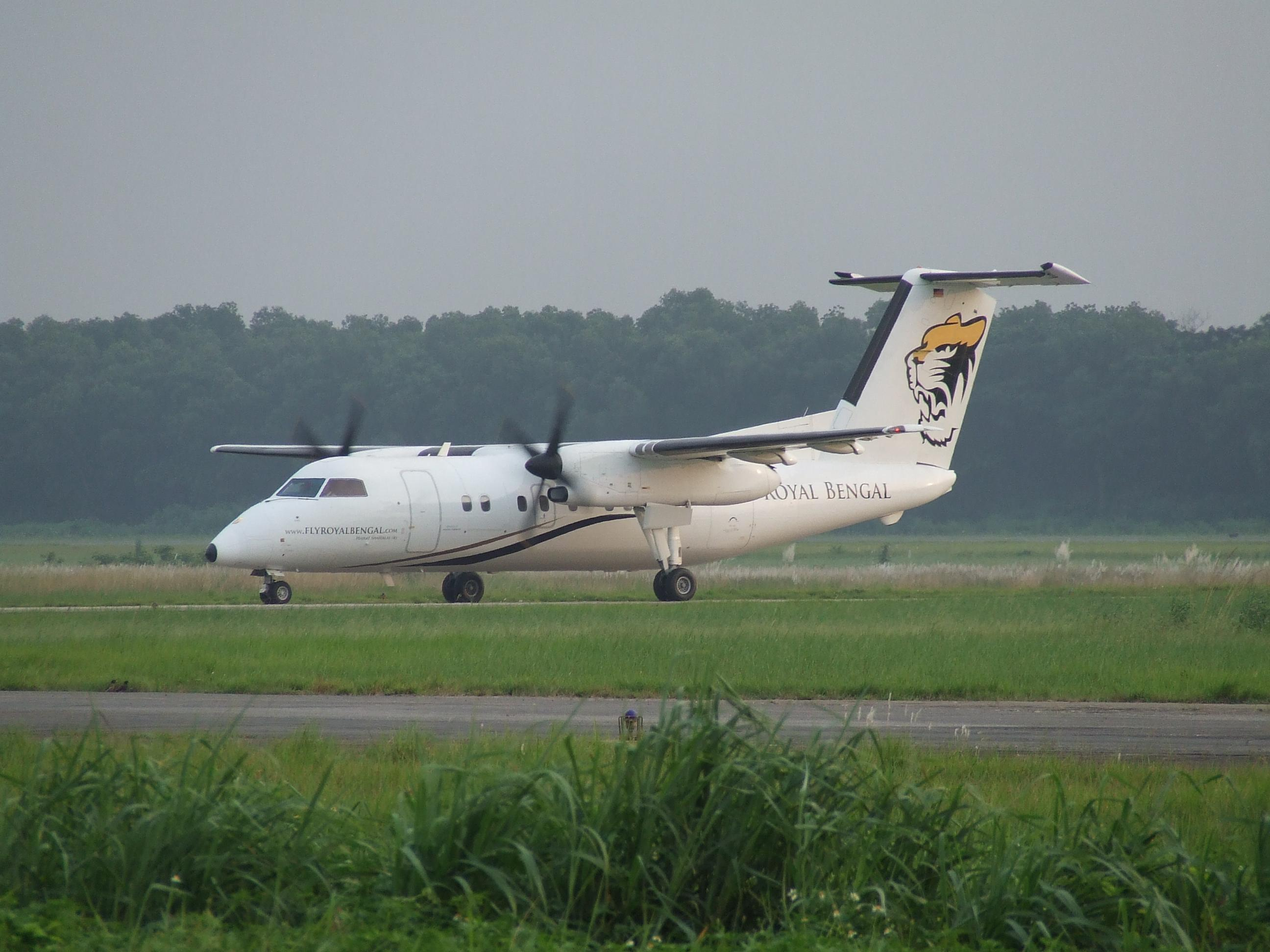
Dash 8-100 en el Aeropuerto Internacional Zia.

La flota de Royal Bengal Airline incluye los siguientes aviones (a 1 de diciembre de 2010):
A 27 de diciembre de 2008, la media de edad de la flota de Royal Bengal Airline es de 18,1 años.
Royal Bengal recibió su primer aparato, un Dash 8-100 adquirido de Cirrus Airlines, el 2 de octubre de 2007, el avión voló al Aeropuerto Internacional Zia en Daca.